# Elección presidencial de Chile de 1906
La elección presidencial de Chile de 1906 se llevó a cabo en por medio del sistema de electores, y dio por presidente al nacional Pedro Montt. 

## Candidatos

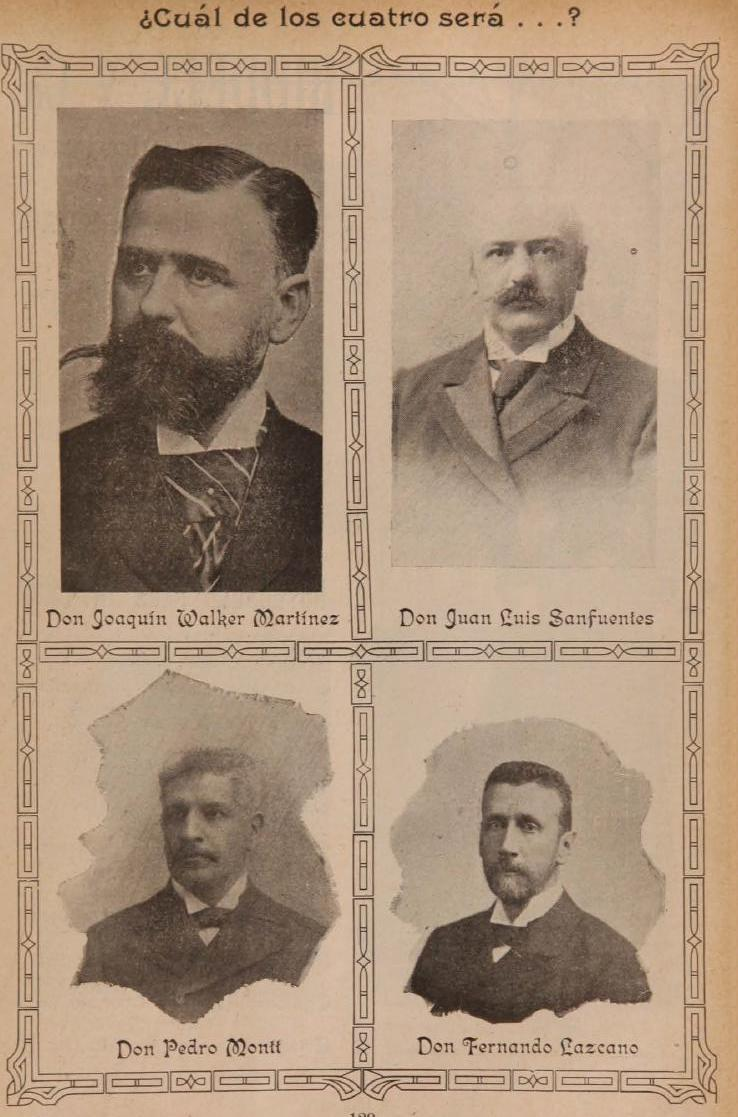
Los precandidatos a la presidencia de 1906. Las candidaturas de Joaquín Walker Martínez y Juan Luis Sanfuentes fueron descartadas y no llegaron a la votación final.

El candidato de la Unión Liberal, Pedro Montt, había intentado cinco años antes llegar a La Moneda, pero había estado abanderado por la Coalición, esta vez su partido, el Nacional, estuvo dentro de la Alianza que lo llevó a la victoria contra el liberal Fernando Lazcano. Montt también consiguió el apoyo de un grupo conservador que se hizo conocido como "Partido Conservador Montana", el que se negó a respaldar a Lazcano.
Previo a las elecciones aparecieron las precandidaturas del conservador Joaquín Walker Martínez y el liberal democrático Juan Luis Sanfuentes, las que quedaron descartadas luego que sus partidos decidieran respaldar a Montt o a Lazcano. 

## Candidatura de Torrealba
La candidatura de Zenón Torrealba Ilabaca, es producto de la división padecida por el Partido Demócrata en tres sectores: El reglamentario que tenía el control de su Dirección Nacional (encabezado por Malaquías Concha), el doctrinario siendo la disidencia de quienes controlaban el partido, y el socialista de donde después nacería el Partido Obrero Socialista en 1912. De hecho, Luis Emilio Recabarren militaba entonces en el Partido Demócrata, fue elegido diputado en las elecciones parlamentarias de 1906, cuya elección fue anulada por estar en prisión.
El sector doctrinario y el socialista levantaron la candidatura del diputado Torrealba, para desmarcarse de la postura del sector reglamentario que apoyaba la candidatura de la Unión Liberal. Torrealba obtuvo un elector a su favor, mientras que el Partido Demócrata obtuvo cinco electores (incluyendo el que apoyó a Torrealba). Tres de ellos eran del sector reglamentario y apoyaron a Montt, mientras que el último también apoyo a Montt desobedeciendo el mandato de apoyar a Torrealba.
Si todos los electores hubiesen apoyado al mismo candidato, no habría cambiado el resultado electoral final. Pero quedaría más claro el arrastre electoral del Partido Demócrata, el único representante de los sectores obreros durante la época.